# Stade Omar Bongo
El estadio Omar Bongo, es un estadio multiusos ubicado en la ciudad de Libreville, en Gabón. Este tiene una capacidad para 40 000 espectadores y debe su nombre a Omar Bongo, presidente de Gabón en el periodo de 1967 a 2009.
En la actualidad es utilizado por los clubes de fútbol FC 105 Libreville, USM Libreville y Téléstar FC, que disputan la Primera División de Gabón.
El recinto fue sometido a una completa remodelación entre 2010 y 2012 con miras a ser sede de la Copa Africana de Naciones 2012, donde se amplió su capacidad y se techaron sus tribunas. Posteriores retrasos en estas obras significaron que el estadio no fuera considerado para el torneo, siendo reemplazado por el Stade d'Angondjé.
En 2017 albergaría  la Copa Africana de Naciones 2017 pero por retrasos en su remodelación generó la cancelación de su sede.